# Quận Obion, Tennessee
Quận Obion là một quận thuộc tiểu bang Tennessee, Hoa Kỳ.
Quận này được đặt tên theo. Theo điều tra dân số của Cục điều tra dân số Hoa Kỳ năm 2010, quận có dân số 31.807 người. Quận lỵ đóng ở Union City.

## Địa lý
Theo Cục điều tra dân số Hoa Kỳ, quận có diện tích 1440 km2, trong đó có 30 km2 là diện tích mặt nước.